# Elattoneura atkinsoni
Elattoneura atkinsoni – gatunek ważki z rodziny pióronogowatych (Platycnemididae). Spotykany jedynie w stanie Meghalaya w północno-wschodnich Indiach; bliski zagrożenia wyginięciem.